# Ріхард фон Кюльман
Ріхард фон Кюльман (нім. Richard von Kühlmann; 3 травня 1873, Стамбул — 6 лютого 1948, Ольштадт) — німецький дипломат і промисловець. Державний секретар (міністр) закордонних справ Німецької імперії під час  Першої світової війни з серпня 1917 по липень 1918 року і керівник німецької делегації на мирних переговорах в Брест-Литовську, які завершилися визнанням Української Народної Республіки.

## Біографія
Ріхард фон Кюльман — представник вестфальской родини промисловців. Його батько Отто фон Кюльман був адвокатом, служив генеральним директором Анатолійської залізниці і займався політикою. Мати — баронеса Анна фон Редвіц-Шмьольц, дочка поета  Оскара фон Редвіца. Батько Кюльмана був зведений в дворянський стан 15 червня 1892.
Ріхард фон Кюльман провів дитинство в Константинополі, де відвідував німецьку школу. Після закінчення школи вивчав право в Лейпцизькому, Берлінському і Мюнхенському університетах. Захистивши докторську дисертацію, був прийнятий на дипломатичну службу і направлений в Санкт-Петербург на посаду секретаря місії, потім був переведений в Тегеран. У 1905 під час Перша Марокканська криза служив у дипломатичній місії в Танжері і привернув увагу громадськості як особа, що супроводжувала імператора Вільгельма II під час поїздки монарха в Марокко.

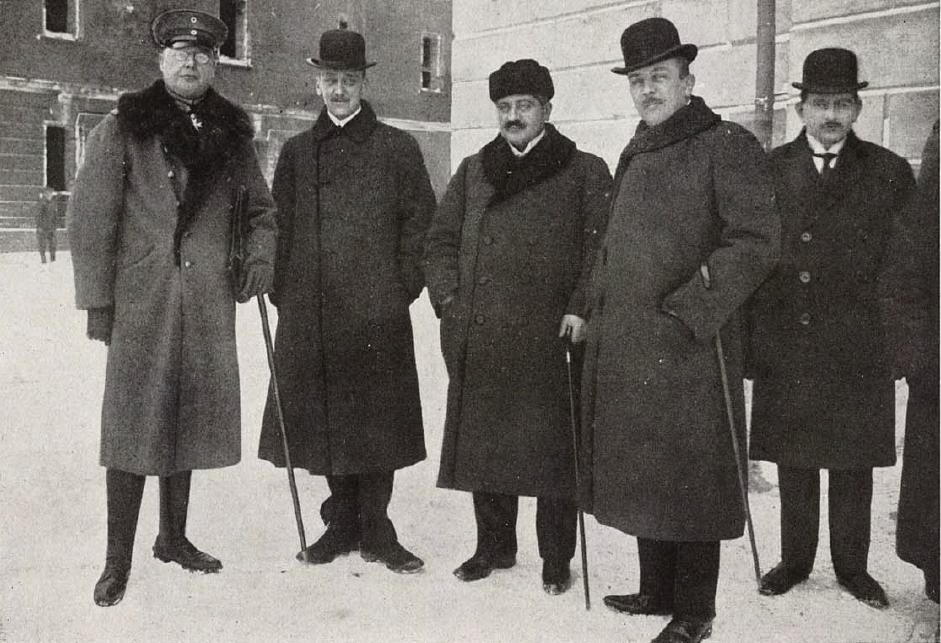
Ріхард фон Кульман, німецький генерал Макс Гофман, Міністр закордонних справ Оттокар Чернін, міністр внутрішніх справ Османської імперії Талаат-паша в Брест-Литовську

У 1908 році Кюльман був призначений радником посла в посольстві Німеччини в Лондоні, де залишався до початку Першої світової війни. Після коротких відряджень до Швеції і Нідерланди в 1916–1917 роках Кюльман служив послом Німеччини в Константинополі. З 5 серпня 1917 по 9 липня 1918 обіймав посаду статс-секретаря закордонних справ і в цій якості займався фінансовою підтримкою газети «Правда», яка після Лютневої революції в Росії виступала за негайний вихід Росії з війни. Після Жовтневого заколоту вів переговори з укладення Брестського миру з Україною та Радянською Росією.
Після війни Кюльман вийшов у відставку, писав книги, керував маєтком в Ольштадті і представляв сімейні інтереси Штумм в декількох спостережних радах сталеливарних компаній. Кюльман збирав матеріали для своїх мемуарів ще з 1932 року і інтенсивно працював над книгою спогадів в 1939–1940 роках. Частина його особистого архіву була знищена під час бомбардування Берліна в листопаді 1943 року. Рукопис був готовий до вересня 1944, проте в жовтні того ж року Кюльмана, як і багатьох інших політичних та державних діячів кайзерівської епохи і Веймарської республіки після замаху на Гітлера, був заарештований, а його архів конфіскований. Мемуари Кюльмана були надруковані у 1948 році, вже після смерті автора.